# Regionalna Dyrekcja Lasów Państwowych w Zielonej Górze
Regionalna Dyrekcja Lasów Państwowych w Zielonej Górze – jedna z 17 Regionalnych Dyrekcji Lasów Państwowych w Polsce. 

## Charakterystyka
RDLP Zielona Góra zajmują 4 527 km², w tym 4 328 km² powierzchni leśnej. W jej skład wchodzi 20 nadleśnictw: Babimost, Brzózka, Bytnica, Cybinka, Gubin, Krosno, Krzystkowice, Lipinki, Lubsko, Nowa Sól, Przytok, Sława Śląska, Sulechów, Szprotawa, Świebodzin, Torzym, Wolsztyn, Wymiarki, Zielona Góra, Żagań.

## Odznaczenia
- 2015: Odznaka Honorowa „Za zasługi dla województwa lubuskiego”[2]